# يوهانس شيلينغ
يوهانس شيلينغ (بالألمانية: Johannes Schilling)‏ هو نحات ألماني، ولد في 23 يونيو 1828 في ميتفايدا في ألمانيا، وتوفي في 21 مارس 1910 في Klotzsche ‏ في ألمانيا.